# 4 mai 1904
Le mercredi 4 mai 1904 est le 125e jour de l'année 1904.

## Naissances
- Josef Pieper (mort le 6 novembre 1997), philosophe catholique allemand
- Bruno Wolke (mort le 23 décembre 1973), coureur cycliste allemand
- Benedict Bogeaus (mort le 23 août 1968), producteur de cinéma américain
- Saito Yoshishige (mort en 2001), peintre japonais
- Agustín Yáñez (mort le 17 janvier 1980), écrivain, essayiste, et homme politique mexicain

## Décès
- Jean-Jacques Larguier des Bancels (né le 29 mars 1844), médecin et enseignant vaudois
- Ashbel Parmelee Fitch (né le 8 octobre 1848), homme politique américain

## Autres événements
- Fusion du Football Club Rennais avec le Stade rennais football club
- Fondation du club allemand FC Schalke 04
- Fondation du club norvégien de Ørn-Horten
- Fondation de l'entreprise Rolls-Royce Limited
- reprise, par les Américains, des travaux de percement du canal de Panama laissé vacant par le Français Ferdinand de Lesseps, à la suite du Scandale de Panama.